# Юрасово (Воскресенский район)
Юра́сово — село в Воскресенском муниципальном районе Московской области. Входит в состав городского поселения Белоозёрский. Население — 287 чел. (2010).

## География
Село Юрасово расположено в северо-западной части Воскресенского района, примерно в 18 км к северо-западу от города Воскресенск. Высота над уровнем моря 111 м. В 0,5 км к югу от села протекает река Москва. В селе 5 улиц, приписано 1 СНТ. Ближайшие населённые пункты — село Михалево и рабочий посёлок Белоозёрский.

## Название
Название связано с некалендарным личным именем Юрас.

## История
В 1926 году село являлось центром Юрасовского сельсовета Михалевской волости Бронницкого уезда Московской губернии.
С 1929 года — населённый пункт в составе Ашитковского района Коломенского округа Московской области, с 1930-го, в связи с упразднением округа и переименованием района, — в составе Виноградовского района Московской области. В 1957 году, после того как был упразднён Виноградовский район, село было передано в Воскресенский район.
До муниципальной реформы 2006 года Юрасово входило в состав Михалевского сельского округа Воскресенского района.

## Население
В 1926 году в селе проживало 445 человек (207 мужчин, 238 женщин), насчитывалось 82 крестьянских хозяйства. По переписи 2002 года — 353 человека (166 мужчин, 187 женщин).
| 1926 | 2002 | 2010 |
| ---- | ---- | ---- |
| 445  | ↘353 | ↘287 |